# Chiesa di San Basilio al Foro di Augusto
La chiesa di San Basilio al Foro di Augusto è un luogo di culto cattolico scomparso di Roma, nel rione Monti, in via Tor de' Conti.

## Storia
La chiesa, con annesso monastero, fondati sul podio del tempio di Marte Ultore nel Foro di Augusto, viene menzionata per la prima volta in una bolla di papa Agapito II del 955, col nome di San Basilio in scala mortuorum, dalla scaletta che portava ad un cimitero sotterraneo, e poi in un documento del 1088 nel Regestum Farfense. Il complesso era addossato all'alto muro di recinzione del foro.
Sotto Pio V, nel XVI secolo, il monastero venne concesso alle suore domenicane neofite, le quali ricostruirono la chiesa, aprendo delle finestre e un portale nel muro di recinzione del foro verso la via retrostante, e ne cambiarono il nome in quello della Santissima Annunziata, nome col quale era conosciuta prima della sua demolizione.
Nel 1838, per i restauri fatti intorno al Foro di Augusto, fu demolito il campanile del XIII secolo che sorgeva da un lato di questa chiesa, al di sopra delle colonne superstiti del tempio.
L'interno della chiesa presentava affreschi alle pareti di Marco Tullio Montagna; sull'altare maggiore vi era un quadro raffigurante l'Annunziata, copia di Gaetano Lapis da un originale di Guido Reni. Su un altare laterale quadro raffigurante San Giovanni Evangelista e il Battista di Domenico Consolano.
Chiesa e monastero furono distrutti nel 1924 in seguito agli scavi archeologici della zona. Della chiesa rimane solo il portale d'ingresso, murato, ma lasciato nella sua posizione originaria sul lato esterno del muro di recinzione del foro su via Tor de' Conti.